# Kammtang

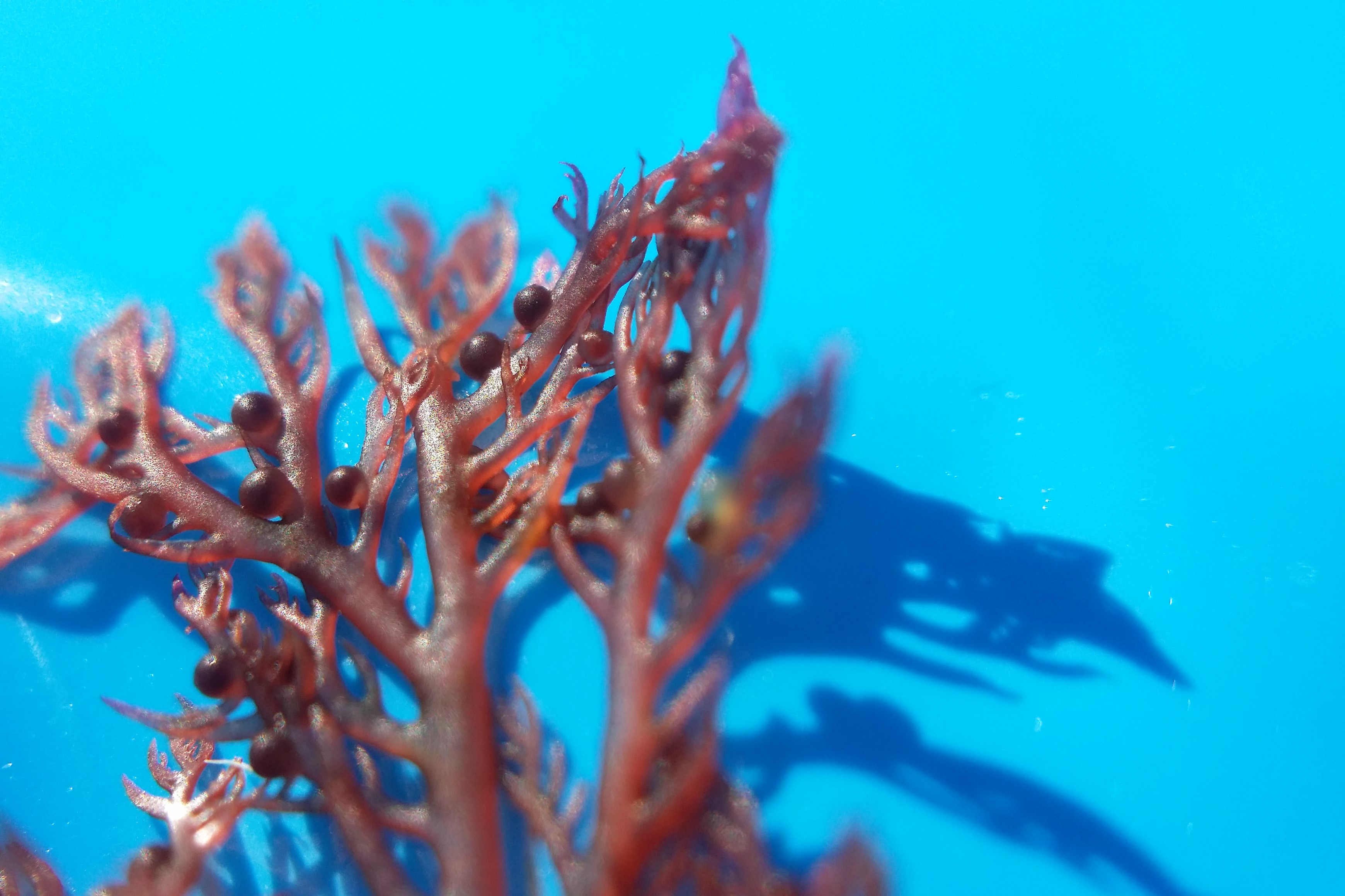
Gametophyt mit kugelförmigen Zystokarpien

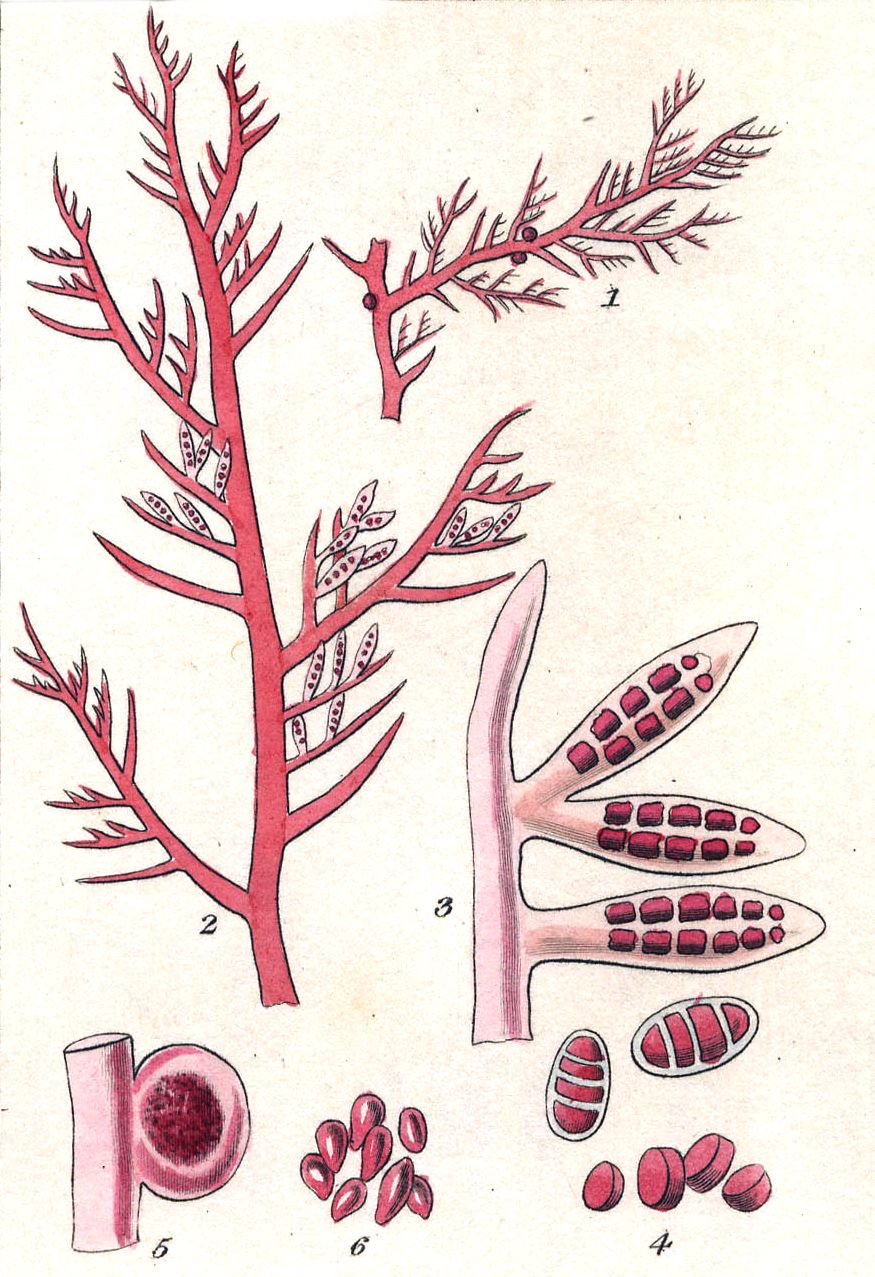
Illustration

Der Kammtang (Plocamium cartilagineum), auch Gemeiner Kammtang genannt, ist eine Art der Rotalgen. Er lebt an den Meeresküsten der gemäßigten Zone, vor allem im Nordost-Atlantik und in der Nordsee.

## Beschreibung
Der Kammtang bildet aufrechte, fest-elastische, karminrote bis bräunlich-rote Büschel, die 5 bis 25 (selten bis 30) cm groß werden. Der Thallus ist flach, im unteren Teil bis 2 mm breit, nach oben schmaler. Die scheinbar durchgehende Hauptachse setzt sich aus kurzen Abschnitten zusammen, die mit einem kleinen, zur Seite gedrängten Dorn enden. Jedes Achsenstück trägt drei bis vier (selten zwei oder fünf) Seitenäste, der oberste setzt jeweils die Achse fort (sympodiale Verzweigung). Abwechselnd stehen die Seitenäste in einer Ebene nach rechts oder links und wirken an den jüngsten Verzweigungen kammartig, woran der Kammtang gut zu erkennen ist. Die Stärke der Verzweigung ist sehr variabel, es kommen stark buschige oder ganz locker verzweigte Exemplare vor.

## Entwicklungszyklus
Die verschiedenen Generationen sind zu jeder Jahreszeit zu finden. Weibliche Gametophyten tragen die kugelförmigen, bis 1 mm großen Zystokarpien (Fortpflanzungsstrukturen) zerstreut an den Thallusrändern. Die Tetrasporophyten bilden die Sporenbehälter in endständigen Zweigbüscheln.

## Vorkommen
Der Kammtang ist an den Meeresküsten der gemäßigten Zonen weit verbreitet. Sein Schwerpunkt liegt im Nordost-Atlantik von Skandinavien bis nach Senegal sowie in der Nordsee. Er wurde auch im Südost-Atlantik, Mittelmeer, Indischen Ozean, Pazifik, bei Australien, Neuseeland und der Antarktis gefunden. Nach molekularbiologischen Forschungen dürfte es sich dabei vermutlich teils um eigene, noch unbeschriebene Arten handeln. In der Deutschen Bucht kommt der Kammtang am Helgoländer Felssockel und im Ostfriesischen Wattenmeer vor.
Der Kammtang bevorzugt Küsten mit starker oder mittlerer Wellenbewegung. Er besiedelt die unterste Gezeitenzone und das Sublitoral bis in Tiefen von etwa 30 Meter. Er wächst auf Steinen oder auf größeren Algen, beispielsweise auf den Stielen von Palmentang (Laminaria hyperborea). Als häufige Art wird er oft nach Stürmen in großen Mengen an den Strand angeschwemmt.

## Systematik
Die wissenschaftliche Erstbeschreibung erfolgte 1753 durch Carl von Linné unter dem Namen Fucus cartilagineus (in: Species Plantarum, S. 1161). Peter S. Dixon stellte die Art 1967 in die Gattung Plocamium.
Synonyme von Plocamium cartilagineum (L.) P. S. Dixon sind Fucus cartilagineus L., Gelidium cartilagineum (L.) Gaillon sowie die heterotypischen Synonyme Delesseria coccinea (Huds.) C. Agardh, Delesseria plocamium C. Agardh, Delesseria plocamium var. uncinata C. Agardh, Fucus coccineus Huds., Fucus plocamium S. G. Gmelin, Nereidea coccinea (Huds.) Stackh., Plocamium angustum var. pusillum (Sonder) Harvey, Plocamium cartilagineum var. uncinatum (C. Agardh) Guiry ex Benhissoune et al., Plocamium cartilagineum var. uncinatum (C. Agardh) M. J. Wynne, Plocamium coccineum Lyngb., Plocamium coccineum f. binderianum (Kützing) Hauck, Plocamium coccineum var. subtile Lyngb., Plocamium coccineum var. subtile Kützing, Plocamium coccineum var. uncinatum (C. Agardh) J. Agardh, Plocamium coccineum f. uncinatum (C. Agardh) J. Agardh, Plocamium pusillum Sonder, Plocamium subtile Kützing, Plocamium uncinatum (C. Agardh) Kützing und Plocamium vulgare J. V. Lamouroux.

## Nutzung
Im antiken Römischen Reich wurde der rote Farbstoff des Kammtangs zu kosmetischen Zwecken verwendet.
Heute wird die Alge zur Herstellung von Agar wirtschaftlich genutzt. In der Bretagne und an der Westküste Nordamerikas wird der Kammtang von Tauchern geerntet. Die Algen werden getrocknet, anschließend ausgekocht, der Sud wird gefiltert und an der Sonne getrocknet.